# うしかい座イオタ星
うしかい座ι星（ι Boötis、ι Boo）或いはうしかい座21番星（21 Boötis、21 Boo）は、うしかい座にある連星である。地球からは、約95光年離れたところにある。

## 名称
ラテン語でロバの2番仔のを意味するアセルス・セクンドゥス（Asellus Secundus）という固有名も持っている。
うしかい座ι星は、「ロバの仔」と称される他の2つの恒星、うしかい座θ星とうしかい座κ星も含め、「ハイエナの仔」を意味するAulād al Dhiʼbah（أولاد الضّباع - aulād al dhiʼba）という星列の一部であった。
中国では、うしかい座ι星は天槍二（拼音: Tiān Qiāng èr）即ち天槍という星官の2番星と呼ばれている。

## 星系
うしかい座ι星は、約39秒離れた位置にあるHD 234121と、連星系を形成している。
主星である白色のA型主系列星がうしかい座ι星で、視等級が4.75である。うしかい座ι星は、20世紀前半から明るさが変化すると言われていたが、1980年にたて座δ型変光星の捜索の中で変光星であることが確かめられ、そのままたて座δ型変光星に分類された。明るさは概ね4.73から4.78等級の間で変化し、変光の周期は約38分で安定している。
伴星のHD 234121は、視等級が7.33で、K1型の主系列星とされる。うしかい座ι星とは、固有運動が共通しており、重力的に結び付いた真の連星と考えられる。うしかい座ι星との間は、およそ1,100AU離れており、公転周期は2万年以上になるとみられる。
ワシントン重星カタログには更に、第3の天体として、90秒離れた位置の14等星が収録されている。こちらは、固有運動の違いから見かけ上の重星に過ぎないとみられる。